# 타카무라 유리
타카무라 유리(高村 優里 たかむら ゆり[*], 8월 14일 ~)는 일본의 성우이다. 아토리 비치 소속. 야마구치현 출신.

## 출연작품
※굵은 글자로 표시된 배역은 주역과 메인캐릭터

### 게임
- 이웃집 그녀 My Neighbor Girl（사쿠라 미나）
- 용자주제에 건방지다!3D

외 다수 작품 출연

### TV
- 미스터리 채널 見MONO（나레이션・고정출연）

### 라디오
- Pia♥캐롯에 어서오세요!!G.O.〜SUMMER FAIR〜（히메가미 카즈미）
- 첫사랑〜first kiss〜（코코・카야・파르페）
- Tongs Tongs（챠미、양양、몽）
- MissingBlue（후지모토）
- Men at Work2（미나）
- 마작점 포츄나〜달의 여신들〜（프리시라）
- 걸패닉SP（첸）

### CD-ROM
- 켄챠코 대모험시리즈（ミック、他）
- 저학년・고학년「칼슘의 비밀」（칼슘、남자아이）

### DVD
- 국제이해영어클럽（영어 내레이션）

### 무대
- Crazy Go No.1 - 하이지 역（〜시어터 그린）
- 울트라☆ハイタール - 치카 역（〜시어터 그린）
- Happy Circle DX - 치하루 역（〜ブディスト홀）
- 大きな石ゴロゴロ…小さな石コロコロ… - 간자키 료코 역（〜오지소극장）
- 카리스마 모정 - 여행객 역（〜더 포켓）
- Style〜気分は上場〜 - 하루나 역（〜千本桜홀）